# Anthony Allen Shore
Anthony Allen Shore (født 25. juni 1962, død 18. januar 2018) var en amerikansk seriemorder, der var ansvarlig for mordene på fire kvinder. Hans mord forgik i perioden 1987 til 2000, og han blev kendt under navnet "Tourniquet Killer", efter det specielle redskab han brugte, når han dræbte sin ofre.

## Morderne
- Den 16. april 1992 bliver et halvnøgen lig af Maria Carmen Del Estrada, en 21 år gammel barnepige fundet. Hun havde været udsat for et seksuelt overgreb og DNA-materiale blev fundet under hendes fingernegle.
- Diana Reollar, 9 år gammel, boede i højde området i Houston. En dag går hun ud for at købe en pose sukker. Medarbejdere i butikken så hende forlader forretningen, men hun vendte aldrig hjem igen. Hun blev fundet næste dag bag et hus, der var kendt for at være hjemsted for mange hjemløse.
- Dana Sanchez ville over til hendes kærestes hus, og blev sidst set ved en mønttelefon. Hun blev aldrig set igen. Syv dage senere ledte et anonym opkald (lavet af Shore) til de nedbrudte rester af Sanchezs lig.

## Beviser
I 2000 blev DNA testet fra den efterhånden gamle og uopklarede sag om mordet på Carmen Del Estrada. Profilen blev upload til Texas' DNA-database, som indeholder alle de DNA-profiler der findes fra seksuel lovovertræder og sager vedrørende seksuelle overgreb/overfald i delstaten Texas. Shores DNA var tilfældigvis i databasen i forbindelse med en tidligere dom for seksuelt misbrug af sine to egne døtre. Hans DNA matchede det DNA der blev fundet under  Carmen's fingernegle og han blev efterfølgende arresteret for hendes mord. 
Efter elleve timers forhør tilstod Shore mordene på Carmen Del Estrada, Diana Rebollar, og Dana Sanchez. Han tilstod yderligere et mord tilbage fra 1987 på en fjortenårig pige, Laurie Tremblay, samt en voldtægt i 1994, på en anden fjortenårig pige.

## Rettergang og dom
Trods Shores tilståelse om drab på fire personer og én voldtægt, besluttede man kun at fokusere på drabet på Carmen Del Estrada, da dette mord indeholdt de bedste retsmedicinsk beviser. Juryen fandt Shore skyldig i mordet og han blev efterfølgende ved straffeudmålingen dømt til døden. 
Shore blev dømt til døden i 2004 og blev henrettet ved en dødelig indsprøjtning den 18. januar 2018.